# حمدي الحريري
حمدي مصلح الحريري (4 مايو 1945 - 10 أبريل 2002) هو موسيقار مصري.

## حياته ونشأته
حمدي مصلح الحريري ولد في 4 مايو 1945 بحي الجماليةبالقاهرة، تربي في منزل فنياً ، كان والده مصلح الحريري أستاذا في أكاديمية الفنون في القاهرة، وعمه عبد المنعم الحريري كان أستاذا في كلية التربية الموسيقية في القاهرة وعازف رئيسي في فرقة السيدة أم كلثوم كوكب الشرق، وعمه الشيخ درويش الحريري، أحد أشهر المنشدين والمحلنون في مصر، أحب آلة الكمان وهو في سن الثامنة من عمره، تخرج من كلية التربية الموسيقية جامعة حلوان في القاهرة في سنة 1965.

## مسيرته
- عين معيداً في كلية التربية الموسيقية جامعة حلوان سنة 1965، وكان أصغر عازف كمان في فرقة أم كلثوم في الثامن من فبراير 1968.[3]

- عين عازفا على آلة الكمان في فرقة الإذاعة الكويتية للموسيقى، وظل يقودها حتى سنة 1990.[4]

- امتدت أعماله إلى قيادة الفرقة في التلفزيون الكويتي في تصوير أغاني المطربين والمطربات والحفلات الشعبية التي تسجل لكبار الفنانين الكويتيين، وكذلك حفلات العيد الوطني التي تقيمها سنويا وزارة الاعلام، واشترك فيها غالبية المطربين في دولة الكويت، وعدد من أشهر المطربين والمطربات العرب.[5]

- قام بتلحين عدد كبير من الأغنيات العاطفية والوطنية للمطربين الشباب.

- سافر مع فرقتها التلفزيونية ومثل الكويت في العديد من الحفلات الخارجية والأسابيع الثقافية.

- نوع من نمط الأغاني والمشاركة في الحفلات الخاصة، وبعد حرب التحرير لم تعد وزارة الإعلام الكويتية تشكيل فرقة الإذاعة الموسيقية بسبب الدمار الذي حدث في استديوهاتها، مما أدى إلي الاتجه للتدريس في المعهد العالي للفنون الموسيقية بالقاهرة حتى وفاته.[6]

- قاد فرقة المعهد في أنشطتها المختلفة داخل المعهد وخارجه.

## وفاته
أصيب حمدي بسرطان الغدة اللمفاوية، وظل يعالج في مركز حسين مكي، في الكويت حتي توفي في المستشفى 10 أبريل سنة 2002، ودفن في دولة الكويت.